# ستين إريكسون
ستين إريكسون (بالسويدية: Sten Erickson)‏ هو منافس ألعاب قوى سويدي، ولد في 18 ديسمبر 1929 في نورا في السويد.

## وصلات خارجية
- ستين إريكسون على موقع أوليمبيديا (الإنجليزية)
- ستين إريكسون على موقع اللجنة الأولمبية السويدية (السويدية)